# Tesonesma reniformis
Tesonesma reniformis is een eenoogkreeftjessoort uit de familie van de Chitonophilidae. De wetenschappelijke naam van de soort is voor het eerst geldig gepubliceerd in 1994 door Avdeev & Sirenko.